# Лоррейн (переписна місцевість, Нью-Йорк)
Лоррейн (англ. Lorraine) — переписна місцевість (CDP) в США, в окрузі Джефферсон штату Нью-Йорк. Населення — 139 осіб (2020).

## Географія
Лоррейн розташований за координатами 43°45′56″ пн. ш. 75°57′8″ зх. д. / 43.76556° пн. ш. 75.95222° зх. д. (43.765557, -75.952276).  За даними Бюро перепису населення США в 2010 році переписна місцевість мала площу 1,25 км², уся площа — суходіл.

## Демографія
Згідно з переписом 2010 року, у переписній місцевості мешкали 174 особи в 61 домогосподарстві у складі 50 родин. Густота населення становила 139 осіб/км².  Було 67 помешкань (54/км²).
Расовий склад населення:
| - 97,1 % — білих - 1,1 % — азіатів - 0,6 % — корінних американців - 0,6 % — чорних або афроамериканців |

До двох чи більше рас належало 0,6 %. Частка іспаномовних становила 1,1 % від усіх жителів.
За віковим діапазоном населення розподілялося таким чином: 26,4 % — особи молодші 18 років, 62,1 % — особи у віці 18—64 років, 11,5 % — особи у віці 65 років та старші. Медіана віку мешканця становила 41,4 року. На 100 осіб жіночої статі у переписній місцевості припадало 102,3 чоловіків;  на 100 жінок у віці від 18 років та старших — 113,3 чоловіків також старших 18 років.
Середній дохід на одне домашнє господарство  становив 56 219 доларів США (медіана — 47 500), а середній дохід на одну сім'ю — 59 174 долари (медіана — 46 250). За межею бідності перебувало 4,6 % осіб, у тому числі 0,0 % дітей у віці до 18 років та 0,0 % осіб у віці 65 років та старших.
Цивільне працевлаштоване населення становило 46 осіб. Основні галузі зайнятості: освіта, охорона здоров'я та соціальна допомога — 28,3 %, роздрібна торгівля — 19,6 %, мистецтво, розваги та відпочинок — 13,0 %, публічна адміністрація — 8,7 %.